# Nasonovia altaensis
Nasonovia altaensis är en insektsart. Nasonovia altaensis ingår i släktet Nasonovia och familjen långrörsbladlöss. Enligt den finländska rödlistan är arten starkt hotad i Finland. Artens livsmiljö är lundskogar. Inga underarter finns listade i Catalogue of Life.